# Non-finito

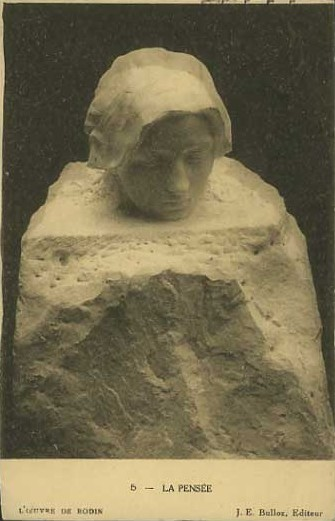
Der Gedanke (La pensée) von Auguste Rodin, um 1895

Als Non-finito (aus dem Italienischen, so viel wie „unvollendet“) wird in der Kunst beziehungsweise Bildhauerei eine nicht fertiggestellte Skulptur bezeichnet.
Der Unterschied zwischen einem Torso und dem Non-finito besteht darin, dass der Künstler mehr Material verwendet hat, als notwendig ist, und dass die Plastik noch unbearbeitete Partien besitzt, wohingegen ein Torso „abgeschnittene“ Partien hat, deren gedankliche Fortsetzungen (oft Arme oder Beine) niemals Teil der fertigen Skulptur sein sollten.
Beispiele von Non-finitos:
- Der Gedanke und Psyche von Auguste Rodin
- Sklave als Atlant und Erwachender Sklave von Michelangelo
- Juliusgrabmal von Michelangelo
- Hodler-Krieger oder Marignano-Krieger von Jakob Probst

„Non finito“ wurde ab 1435 in Verbindung mit den ersten Handzeichnungen verwendet, die ab diesem Zeitpunkt als eigenständige Kunstform galten. Die Tatsache, dass es in der Natur „nulla linea“ („keine Linie“) gibt, führte bei den Künstlern dieser Generation dazu, darin die höchste Form der Abstraktion zu erkennen. Gleichzeitig wurde von den Künstlern dieser Epoche „vorausgesetzt“, dass der Rezipient etwas, was nicht vollständig zeichnerisch formuliert wurde (Zeichnungen können per se nicht naturalistisch sein, aber die Aquarellmalerei und das Pastell), zu Ende sehen kann. Leonardo da Vinci hat in seinen Traktaten darauf hingewiesen, dass das Non-finito eine hohe künstlerische und intellektuelle Leistung bedeutet. In der Neurologie ist diese Tatsache ca. 550 Jahre später als erwiesen angesehen worden, das perzeptuelle Ergänzen (Filling-in) ist ein Begriff, der für diese Leistung des Gehirns steht.
Auf einer Studienreise nach Florenz und Rom im Jahre 1875 studierte Rodin intensiv die Skulpturen Michelangelos. Er sah dort auch die sogenannten Sklaven Michelangelos (1518–1522), die grob behauen, unfertig, noch halb im Marmor stecken, aus dem sie sich scheinbar windend zu befreien versuchen. Diese Skulpturen sind ein Beispiel für das Non-finito (ital. für „unvollendet“) im Werk des großen Michelangelos.
Non-finito bedeutet, dass die Skulptur noch unbearbeitete Partien aufweist. Die Loslösung vom homogenen, fertigen Kunstwerk zugunsten des Fragments erzeugt eine große Spannung, die den Betrachter indirekt auffordert, das Gesehene im Kopf „weiterzudenken“, zu vollenden. Rodin war davon derart fasziniert, dass er das Non-finito in sein Kunstschaffen integrierte. „Der Gedanke“ von 1895 ist ein Beispiel hierfür.

„Alle wesentlichen Formen sind da, und sie wären nicht mehr da, wenn ich die Arbeit dem äußeren Anschein nach mehr vollendete“